# The Snapper (film)
Ne doit pas être confondu avec The Snapper (roman).
Pour plus de détails, voir Fiche technique et Distribution.
The Snapper est une comédie réalisée en 1993 par Stephen Frears d'après le roman éponyme de Roddy Doyle. Elle entre dans la série de ses films consacrés à l'Irlande.

## Synopsis
Au début des années 90 en Irlande, Sharon Curley, vingt ans, vit avec sa famille bruyante mais unie dans un quartier populaire. Elle annonce sa grossesse mais refuse obstinément de révéler le nom du père. La famille s'accommode assez bien de la situation jusqu'à ce que la rumeur attribue la paternité du bébé à venir à un voisin d'âge mûr, marié et père d'une bonne amie de Sharon. Sharon a bien du mal à démentir et l'on voit en flash-back la "conception" lors d'une fête trop arrosée avec le fameux voisin. Quelques semaines de tension familiale (chacun défendant l'honneur de Sharon à coups de poing) s'ensuivront jusqu'à ce que la famille se réunisse autour du "moutard" ("snapper" en anglais).

## Fiche technique
- Titre : The Snapper
- Réalisation : Stephen Frears
- Scénario : Roddy Doyle
- Durée : 91 minutes
- Dates de sortie :
  - 6 août 1993,  Royaume-Uni
  - 27 octobre 1993,  France
  - 3 décembre 1993,  États-Unis

## Distribution
- Colm Meaney : Dessie Curley
- Tina Kellegher : Sharon Curley
- Ruth McCabe : Kay Curley
- Brendan Gleeson: Lester
- Karen Woodley: Yvonne Burgess
- Dierdre O'Brien: Mary

## Autour du film
Le téléfilm a été tourné à Dublin en Irlande

## Distinctions

### Récompense
Goyas 1995 : meilleur film européen

### Nominations
- César 1994 : meilleur film étranger
- Golden Globes 1994 : meilleur acteur dans une comédie ou une comédie musicale pour Colm Meaney